# (2492) Koutouzov
(2492) Koutouzov, internationalement (2492) Kutuzov, est un astéroïde de la ceinture principale.

## Description
(2492) Koutouzov est un astéroïde de la ceinture principale d'astéroïdes. Il fut découvert le 14 juillet 1977 à Naoutchnyï par Nikolaï Tchernykh. Il présente une orbite caractérisée par un demi-grand axe de 3,19 UA, une excentricité de 0,14 et une inclinaison de 0,8° par rapport à l'écliptique.
Il est nommé d'après le général en chef des armées de Russie Mikhaïl Koutouzov.

## Compléments